# Église Saint-Martin de La Vajol
L'église Saint-Martin de La Vajol est un édifice religieux roman situé dans la commune de La Vajol, en Catalogne (Espagne). Elle est classée dans l'Inventaire du patrimoine architectural de Catalogne.

## Description
L'église est située au centre du village. Elle est constituée d'une nef et d'une abside semi-circulaire. Sur son côté ouest a été rajouté une maison. C'est aussi de ce côté qu'a été construit un clocher-mur en pierre, avec deux ouvertures chacune en forme de quart de cercle. L'entrée se trouve au sud, surmontée d'un linteau et d'un tympan, tous deux de style roman. À l'intérieur, on peut noter les ajouts tardifs dans les chapelles latérales ou dans le chœur. Les parties supérieures des murs intérieurs sont en grande partie crépis ou blanchis à la chaux, tandis que pour les parties inférieures et dans l'abside soit les pierres sont jointées mais apparentes, soit les pierres de taille sont laissées visibles sans aucun ajout. Enfin, la voûte est pointue et peinte sur quelques parties.

## Histoire
Le nom de Sancti Martini de Savayolo est mentionné pour les premières fois en 1226, 1277 et 1280. À ces dates, l'église Saint-Martin est citée à chaque fois comme étant un des lieux où le seigneur de Mont-Roig, près de Darnius, venait prélever la dîme. À ce titre, il était donc tenu de rendre hommage à l'évêque du diocèse. Vers la fin du XIVe siècle, en 1362, l'église est citée comme étant devenue une dépendance de l'église Sainte-Marie d'Agullana.

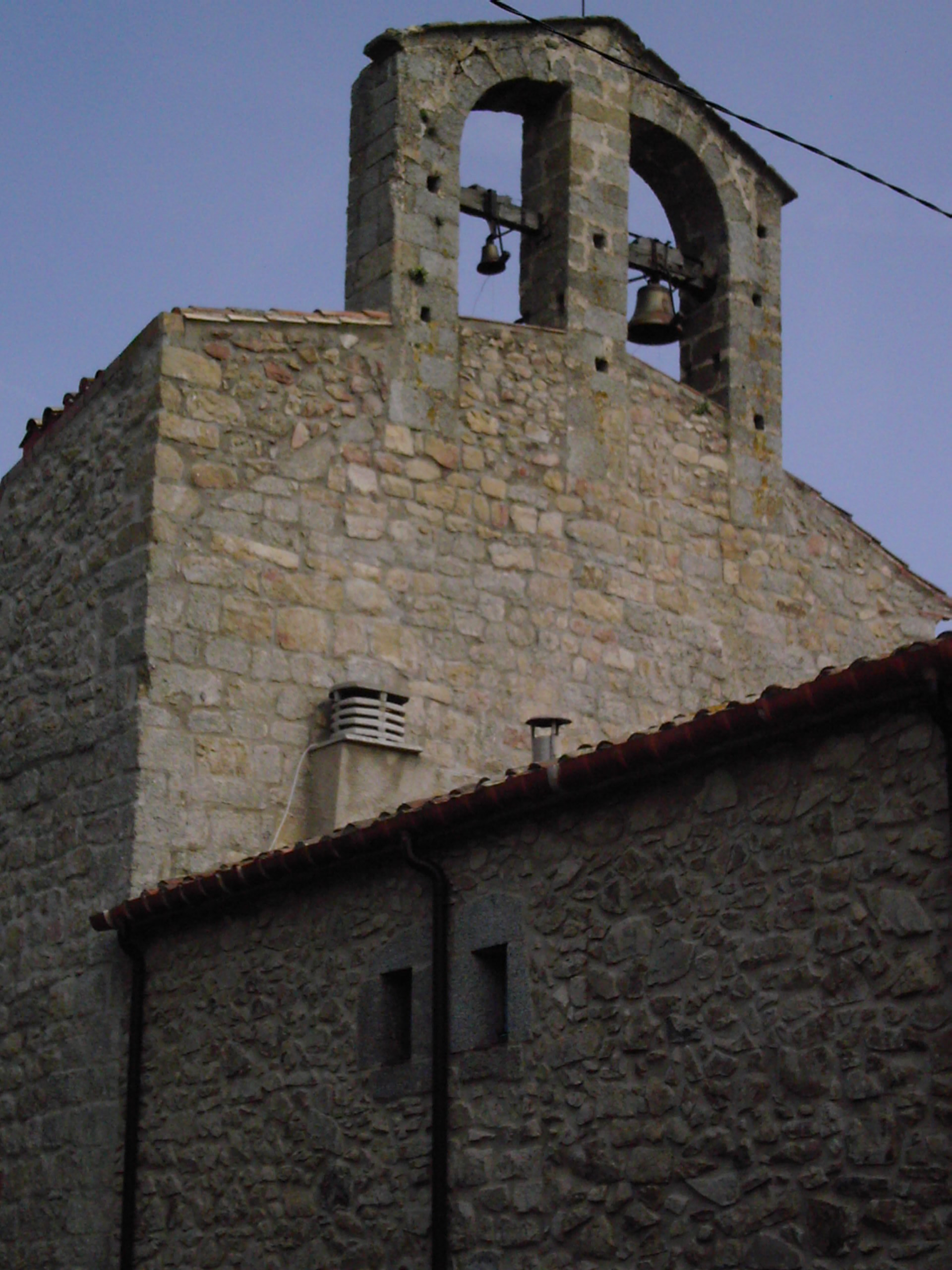
Le clocher.
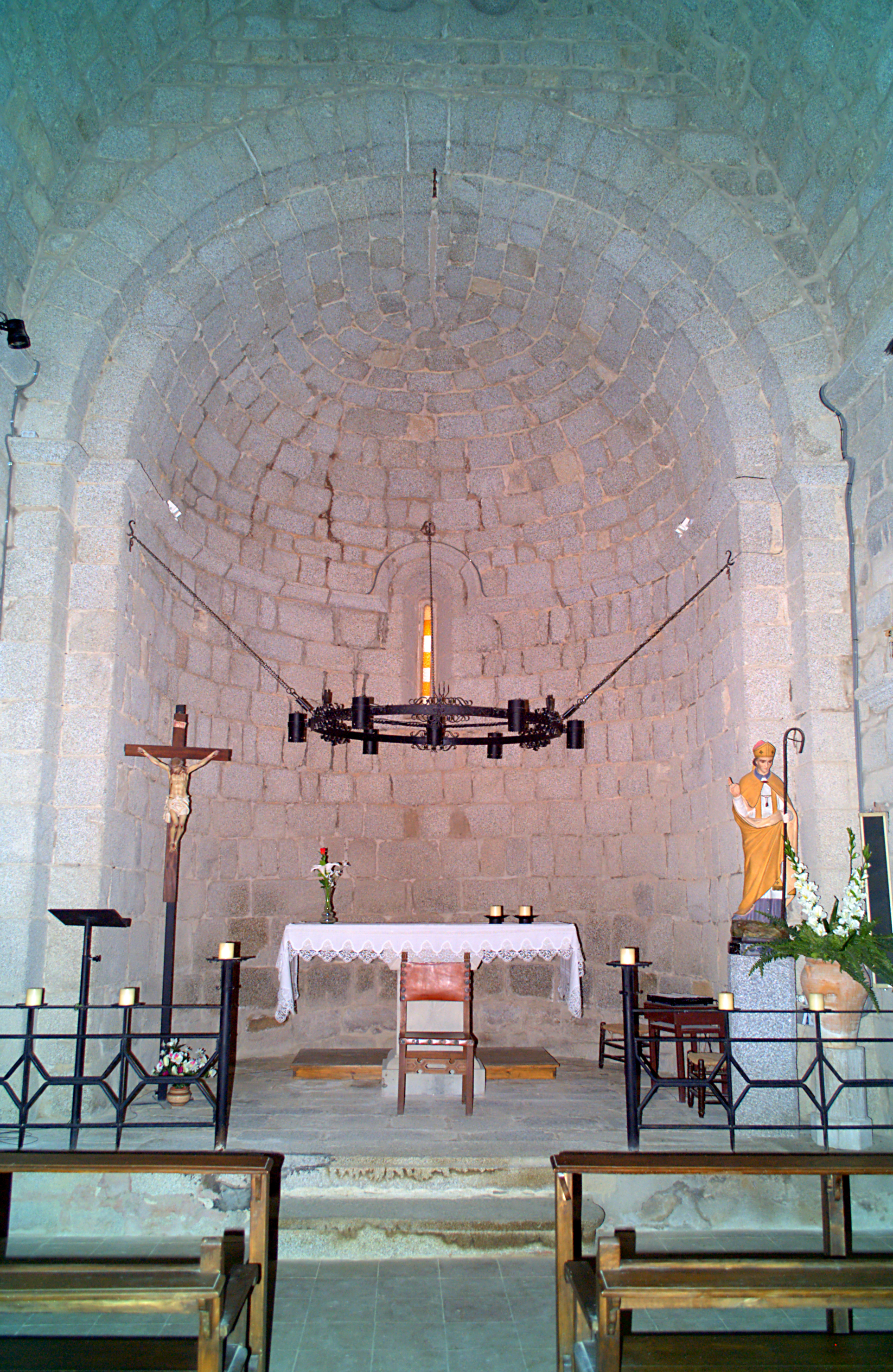
Le maître-autel
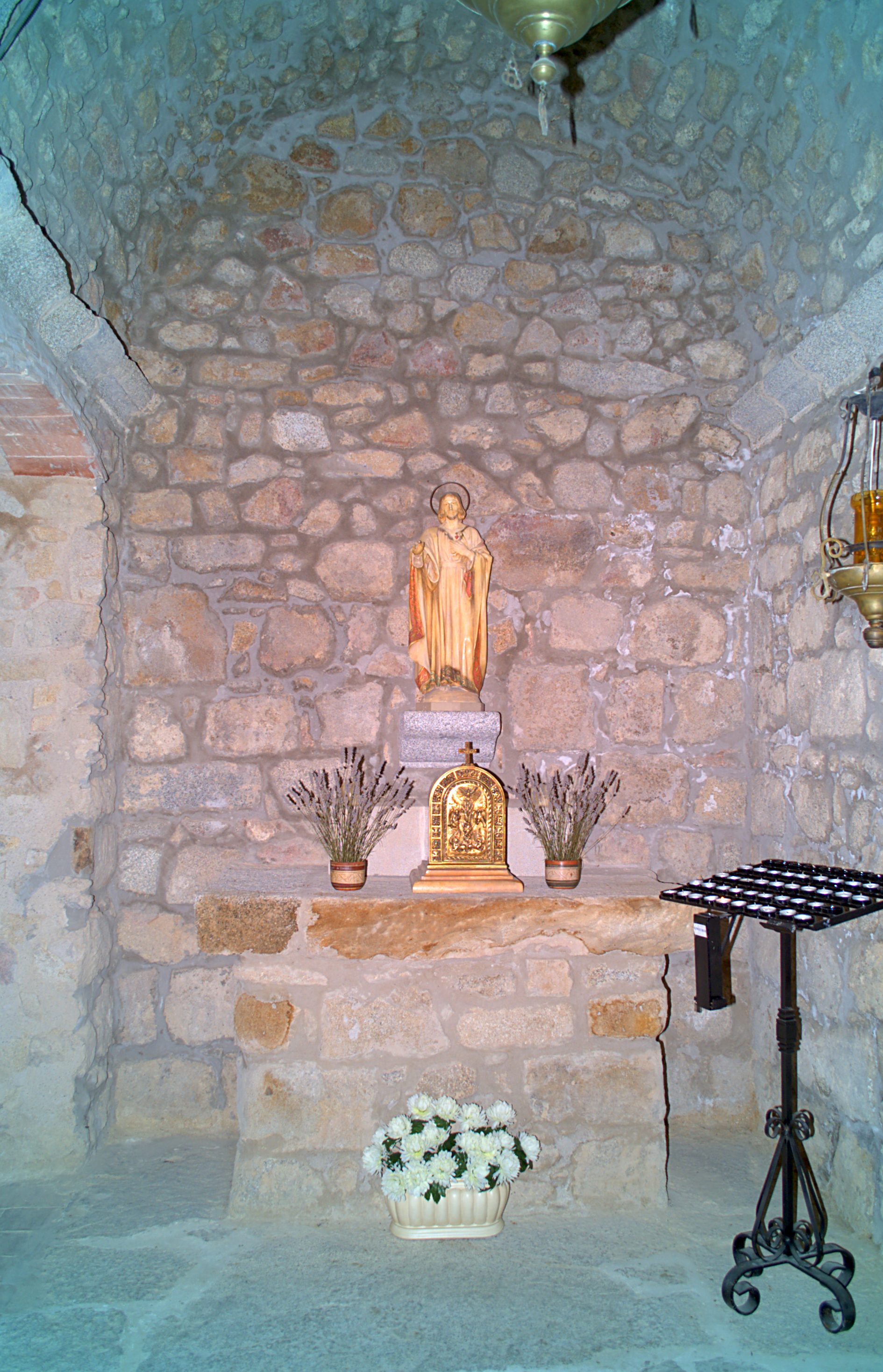
Le transept gauche
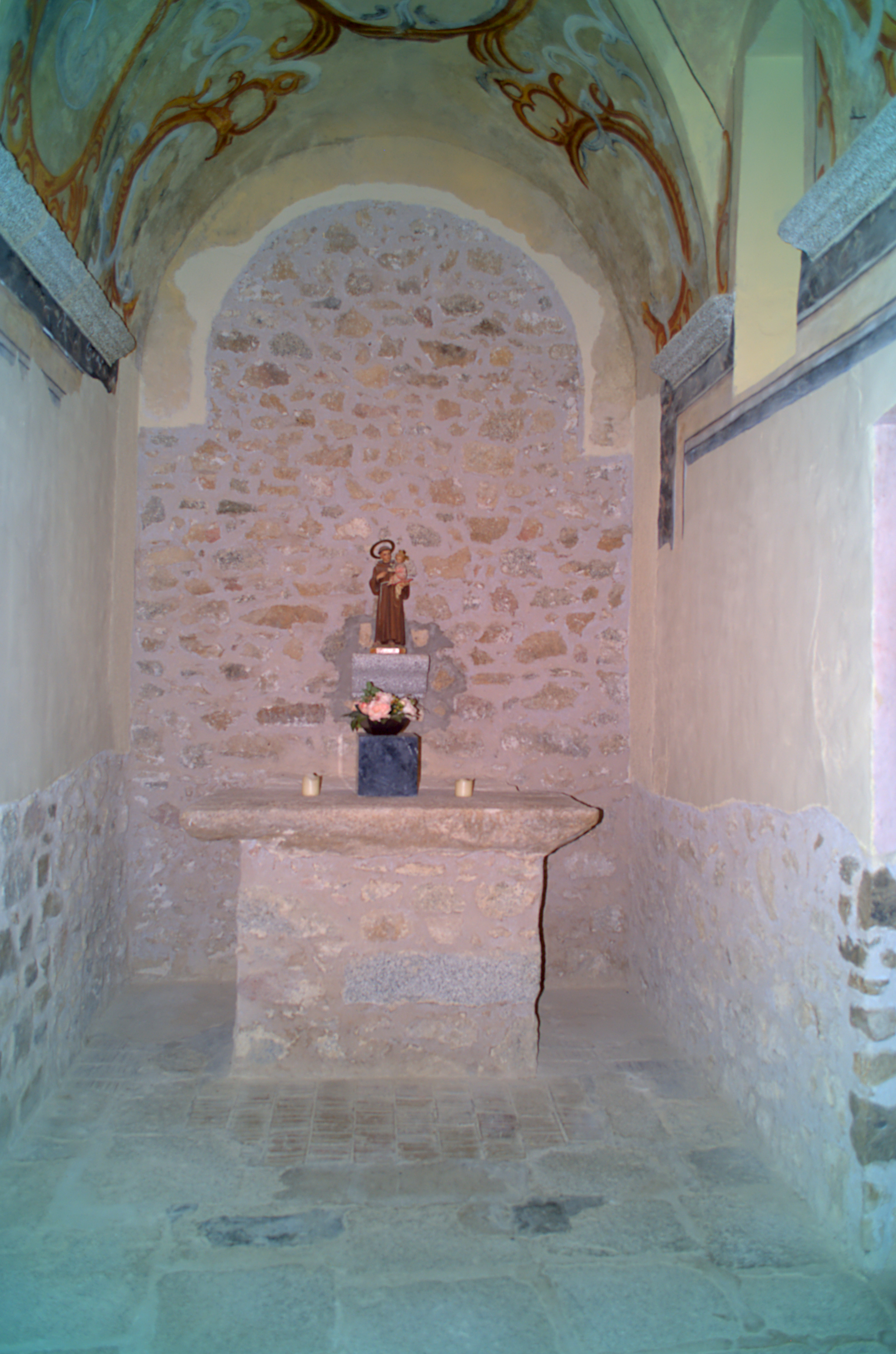
Le transept droit